# Société de Charité Maternelle

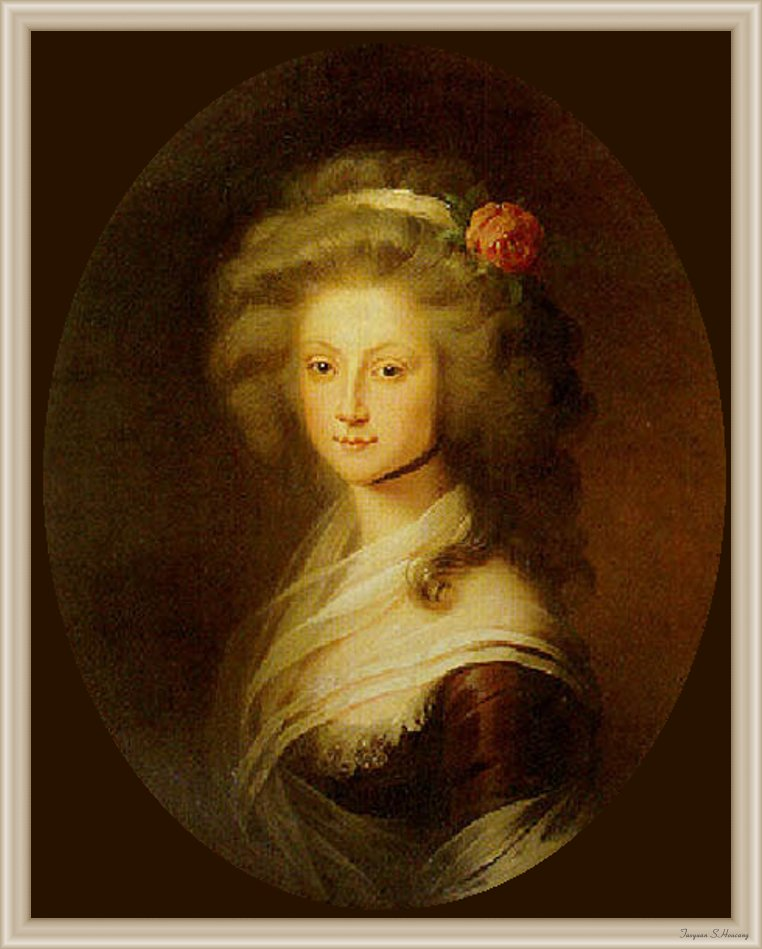
Anne-Françoise de Fougeret, grundare av Société de Charité Maternelle.

Société de Charité Maternelle eller bara Société maternelle, var en fransk filantropisk förening, grundad 1788. Den är känd som en av de första sekulära filantropiska föreningar för kvinnor i Frankrike och spelade en viktig roll under särskilt 1800-talet, då den hade kungligt stöd och medlemmar av de regerande dynastierna var dess beskyddare.

## Historik

### Första tid
Föreningen grundades av Anne-Françoise de Fougeret i Paris i maj 1788. Det höll dock inte sitt första formella sammanträde förrän den 4 januari 1790, när den invigdes formellt av drottning Marie Antoinette i Tuilerierna. Marie Antoinette blev då dess hedersordförande och hedersgrundare, men Fougeret blev dess ordförande eller "president". 
Detta var en tid då borgerskapet började bilda privata välgörenhetsföreningar istället för att låta välgörenhet skötas av katolska kyrkan, och Société de Charité Maternelle är en av de mest omtalade av dessa nya sekulära välgörenhetsföreningar, särskilt som den drevs av kvinnor, något som blev vanligt under 1800-talet men som vid denna tid var något nytt utanför kyrkan. 
Föreningens syfte var att ge understöd till fattiga mödrar och deras barn, särskilt små barn och spädbarn. Den sammanträdde regelbundet i Hôpital des Enfants Trouves. Den beskrivs som välskött och effektiv. Organisationen upplöstes 1793 under skräckväldet, men återinvigdes 1801. 

### Statlig förening
År 1811 tog kejsar Napoleon I kontroll över föreningen. Han gjorde den till en paraplyorganisation för samtliga lokala föreningar av samma slag, som alla tvångsanslöts till den. Han utnämnde kejsarinnan, Marie Louise av Österrike, till dess president och grevinnan de Segur (Antoinette Élisabeth Marie d'Aguesseau) till dess vice president och kejsarinnans hovdamer till medlemmar. 
Föreningen fortsatte att fungera under hela 1800-talet, och mottog stöd av staten. Efter Napoleons fall beskyddades den av Marie Therese av Frankrike; under Julimonarkin av drottningen, Maria Amalia av Neapel och Sicilien, och under andra kejsardömet av kejsarinnan Eugenie de Montijo. 

### Senare utveckling
Under tredje republiken förlorade föreningen sitt statliga stöd. Det bedömdes av regeringen vara en reaktionär kraft, gynnad av kyrkan och kvinnor ur överklassen: föreningen stödde också det religiösa bröllopet i sina krav på bidragstagare, medan staten stödde rätten att gifta sig sekulärt. Den fortsatte dock som privat organisation. 